# Manio Emilio Lepido (console 66 a.C.)
Manio Emilio Lepido (in latino Manius Aemilius Lepidus; fl. 69 a.C.–49 a.C.) è stato un politico romano.

## Biografia
Fu pretore nel 69 a.C. e console nel 66 a.C. con Lucio Volcacio Tullo. Cicerone lo menziona varie volte, ma mai come un politico di particolare importanza. Nel 65 a.C., fu uno dei testimoni contro Gaio Cornelio, difeso da Cicerone.
Emilio aderì al partito aristocratico, ma fu sconfitto durante la Guerra civile tra Cesare e Pompeo nel 49 a.C., dove si ritirò nella sua villa di Formia in attesa del progredire degli eventi. Si ritiene che ritornò a Roma nel marzo dello stesso anno.